# José de Odriozola y Oñativia
José de Odriozola y Oñativia   (Zestoa, 9 d'agost de 1782 - Madrid, 13 de febrer de 1864) fou un militar i científic basc, acadèmic de la Reial Acadèmia de Ciències Exactes, Físiques i Naturals.

## Biografia
En 1803 va ingressar a la Reial Acadèmia de Belles Arts de Sant Ferran amb la intenció de dedicar-se a la pintura, i el 1805 va guanyar el segon premi en el concurs convocat per l'Acadèmia. Tanmateix, en esclatar la guerra del francès en 1808 es va unir com a cadet al Regiment de Galícia. El 1810 fou professor de l'Escola de Cadets, el 1813 ascendí a tinent i el 1814 fou professor a l'Acadèmia d'Artilleria de Segòvia i el 1823 a l'Acadèmia de Badajoz, que fou tancada arran l'arribada dels Cent Mil Fills de Sant Lluís.
Durant uns anys es dedicà a la investigació de l'àlgebra i el càlcul aplicats a l'artilleria, llegint obres de Joseph Louis de Lagrange (1736-1813), Simeon Poisson (1781-1840) i Pierre Simon de Laplace (1749-1827). Entre 1834 i 1835 viatjà per Alemanya i França per familiaritzar-se amb les noves indústries militars. Ascendit a coronel d'artilleria i a general d'infanteria, fou condecorat amb la gran creu de l'Orde de Sant Hermenegild. El 1851 va patrocinar la fundació del Seminari Científic de Bergara i en 1847 fou un dels acadèmics fundadors de la Reial Acadèmia de Ciències Exactes, Físiques i Naturals.

## Obres
- Compendio de Artillería (1827)
- Curso completo de matemáticas puras (1829)
- Tratado elemental de Mecánica (1832)
- Ensayo sobre la ciencia y las artes del dibujo (1831)
- Mecánica Aplicada a las máquinas operando (1839)
- Mecánica Racional e Industrial (1863)